# Knækprosa
Knækprosa er et digt, der er ombrudt i verslinjer. Indholdet er ofte episk og anekdotisk, mens sproget er lettilgængeligt og minder mere om sproget i prosa og noveller end i traditionel lyrik. Knækprosa rummer sjældent rim og fast rytme (versemål) og er ofte kendetegnet ved en mangelfuld eller slet ingen tegnsætning.
Betegnelsen blev lanceret i 1979 af Torben Brostrøm og var oprindeligt nedsættende. Anmelderne syntes ikke om denne nye form, som de anså for at være mindre 'fin' end almindelige digte. Indholdet i knækprosa er ofte følelser og situationer fra dagligdagen.
Blandt forfatterne af knækprosa er Vita Andersen, Dan Turèll, Yahya Hassan og Mette Moestrup.[kilde mangler]